# Boiga beddomei
Boiga beddomei este o specie de șerpi din genul Boiga, familia Colubridae, descrisă de Wall 1909. Conform Catalogue of Life specia Boiga beddomei nu are subspecii cunoscute.